# Lista över fornlämningar i Västerås kommun (Kärrbo)
Lista över fornlämningar i Västerås kommun (Kärrbo) är en förteckning av ett urval av de fornlämningar som finns i Kärrbo i Västerås kommun.
| Namn                        | Lämningstyp                      | Tillkomsttid | Historisk indelning | Plats | Läge                 | ID-nr          | Bild                                      |
| --------------------------- | -------------------------------- | ------------ | ------------------- | ----- | -------------------- | -------------- | ----------------------------------------- |
| Solviksborgen (Kärrbo 1:1)  | Fornborg                         |              | Kärrbo, Västmanland |       | 59.551154, 16.792358 | 10230100010001 | Ladda upp en bild av detta fornminne      |
| Kärrbo 2:1                  | Stensättning                     |              | Kärrbo, Västmanland |       | 59.571480, 16.784065 | 10230100020001 | Ladda upp en bild av detta fornminne      |
| Kärrbo 3:2                  | Hällristning                     |              | Kärrbo, Västmanland |       | 59.580937, 16.768842 | 10230100030002 | Ladda upp en bild av detta fornminne      |
| Kärrbo 3:3                  | Hällristning                     |              | Kärrbo, Västmanland |       | 59.581061, 16.769309 | 10230100030003 | Ladda upp en till bild av detta fornminne |
| Kärrbo 4:1                  | Gravfält                         |              | Kärrbo, Västmanland |       | 59.581031, 16.772650 | 10230100040001 | Ladda upp en bild av detta fornminne      |
| Kärrbo 5:1                  | Röse                             |              | Kärrbo, Västmanland |       | 59.582693, 16.768010 | 10230100050001 | Ladda upp en till bild av detta fornminne |
| Kärrbo 5:2                  | Hällristning                     |              | Kärrbo, Västmanland |       | 59.582675, 16.767948 | 10230100050002 | Ladda upp en till bild av detta fornminne |
| Kärrbo 7:1                  | Gravfält                         |              | Kärrbo, Västmanland |       | 59.582536, 16.769784 | 10230100070001 | Ladda upp en bild av detta fornminne      |
| Kärrbo 8:1                  | Hög                              |              | Kärrbo, Västmanland |       | 59.576262, 16.772486 | 10230100080001 | Ladda upp en bild av detta fornminne      |
| Kärrbo 9:1                  | Stensättning                     |              | Kärrbo, Västmanland |       | 59.580583, 16.767538 | 10230100090001 | Ladda upp en bild av detta fornminne      |
| Kärrbo 9:2                  | Stensättning                     |              | Kärrbo, Västmanland |       | 59.580352, 16.766991 | 10230100090002 | Ladda upp en bild av detta fornminne      |
| Kärrbo 9:3                  | Stensättning                     |              | Kärrbo, Västmanland |       | 59.580440, 16.767146 | 10230100090003 | Ladda upp en bild av detta fornminne      |
| Kärrbo 12:3                 | Hällristning                     |              | Kärrbo, Västmanland |       | 59.578266, 16.771471 | 10230100120003 | Ladda upp en bild av detta fornminne      |
| Kärrbo 12:5                 | Hällristning                     |              | Kärrbo, Västmanland |       | 59.578161, 16.772329 | 10230100120005 | Ladda upp en bild av detta fornminne      |
| Kärrbo 13:1                 | Stensättning                     |              | Kärrbo, Västmanland |       | 59.582906, 16.763981 | 10230100130001 | Ladda upp en bild av detta fornminne      |
| Kärrbo 14:1                 | Gravfält                         |              | Kärrbo, Västmanland |       | 59.572480, 16.772890 | 10230100140001 | Ladda upp en bild av detta fornminne      |
| Skrällberget (Kärrbo 15:1)  | Grav- och boplatsområde          |              | Kärrbo, Västmanland |       | 59.572917, 16.758073 | 10230100150001 | Ladda upp en bild av detta fornminne      |
| Skrällberget (Kärrbo 15:3)  | Hällristning                     |              | Kärrbo, Västmanland |       | 59.572715, 16.757258 | 10230100150003 | Ladda upp en bild av detta fornminne      |
| Kärrbo 16:1                 | Röse                             |              | Kärrbo, Västmanland |       | 59.519430, 16.744915 | 10230100160001 | Ladda upp en bild av detta fornminne      |
| Kärrbo 17:1                 | Grav- och boplatsområde          |              | Kärrbo, Västmanland |       | 59.570643, 16.753370 | 10230100170001 | Ladda upp en bild av detta fornminne      |
| Kärrbo 18:1                 | Röse                             |              | Kärrbo, Västmanland |       | 59.567241, 16.753968 | 10230100180001 | Ladda upp en bild av detta fornminne      |
| Kärrbo 20:1                 | Hällristning                     |              | Kärrbo, Västmanland |       | 59.568800, 16.769708 | 10230100200001 | Ladda upp en bild av detta fornminne      |
| Kärrbo 21:1                 | Gravfält                         |              | Kärrbo, Västmanland |       | 59.571284, 16.765261 | 10230100210001 | Ladda upp en bild av detta fornminne      |
| Bobergs backe (Kärrbo 23:1) | Gravfält                         |              | Kärrbo, Västmanland |       | 59.570653, 16.766886 | 10230100230001 | Ladda upp en bild av detta fornminne      |
| Varggropen (Kärrbo 24:1)    | Stensättning                     |              | Kärrbo, Västmanland |       | 59.574135, 16.783371 | 10230100240001 | Ladda upp en bild av detta fornminne      |
| Kärrbo 25:1                 | Gravfält                         |              | Kärrbo, Västmanland |       | 59.572592, 16.777447 | 10230100250001 | Ladda upp en bild av detta fornminne      |
| Kärrbo 26:1                 | Hög                              |              | Kärrbo, Västmanland |       | 59.567381, 16.784180 | 10230100260001 | Ladda upp en bild av detta fornminne      |
| Kärrbo 27:1                 | Gravfält                         |              | Kärrbo, Västmanland |       | 59.567898, 16.783398 | 10230100270001 | Ladda upp en bild av detta fornminne      |
| Kärrbo 28:1                 | Röse                             |              | Kärrbo, Västmanland |       | 59.559546, 16.717314 | 10230100280001 | Ladda upp en bild av detta fornminne      |
| Kärrbo 29:1                 | Gravfält                         |              | Kärrbo, Västmanland |       | 59.557180, 16.722320 | 10230100290001 | Ladda upp en bild av detta fornminne      |
| Kärrbo 30:1                 | Hög                              |              | Kärrbo, Västmanland |       | 59.576383, 16.774439 | 10230100300001 | Ladda upp en bild av detta fornminne      |
| Kärrbo 30:2                 | Stensättning                     |              | Kärrbo, Västmanland |       | 59.576446, 16.774334 | 10230100300002 | Ladda upp en bild av detta fornminne      |
| Kärrbo 31:1                 | Gravfält                         |              | Kärrbo, Västmanland |       | 59.571707, 16.778497 | 10230100310001 | Ladda upp en bild av detta fornminne      |
| Kärrbo 32:1                 | Röse                             |              | Kärrbo, Västmanland |       | 59.547327, 16.710133 | 10230100320001 | Ladda upp en bild av detta fornminne      |
| Kärrbo 32:2                 | Röse                             |              | Kärrbo, Västmanland |       | 59.547383, 16.709911 | 10230100320002 | Ladda upp en bild av detta fornminne      |
| Kärrbo 32:3                 | Röse                             |              | Kärrbo, Västmanland |       | 59.547479, 16.709747 | 10230100320003 | Ladda upp en bild av detta fornminne      |
| Kärrbo 33:1                 | Röse                             |              | Kärrbo, Västmanland |       | 59.530654, 16.682540 | 10230100330001 | Ladda upp en bild av detta fornminne      |
| Kärrbo 34:1                 | Röse                             |              | Kärrbo, Västmanland |       | 59.530455, 16.675910 | 10230100340001 | Ladda upp en bild av detta fornminne      |
| Kärrbo 35:1                 | Gravfält                         |              | Kärrbo, Västmanland |       | 59.538394, 16.722176 | 10230100350001 | Ladda upp en bild av detta fornminne      |
| Kärrbo 36:1                 | Stensättning                     |              | Kärrbo, Västmanland |       | 59.530082, 16.757464 | 10230100360001 | Ladda upp en bild av detta fornminne      |
| Kärrbo 37:1                 | Röse                             |              | Kärrbo, Västmanland |       | 59.527741, 16.760306 | 10230100370001 | Ladda upp en bild av detta fornminne      |
| Kärrbo 37:2                 | Stensättning                     |              | Kärrbo, Västmanland |       | 59.527594, 16.760259 | 10230100370002 | Ladda upp en bild av detta fornminne      |
| Kärrbo 38:1                 | Röse                             |              | Kärrbo, Västmanland |       | 59.528541, 16.762091 | 10230100380001 | Ladda upp en bild av detta fornminne      |
| Kärrbo 38:2                 | Röse                             |              | Kärrbo, Västmanland |       | 59.528735, 16.762065 | 10230100380002 | Ladda upp en bild av detta fornminne      |
| Kärrbo 39:1                 | Röse                             |              | Kärrbo, Västmanland |       | 59.522666, 16.763362 | 10230100390001 | Ladda upp en bild av detta fornminne      |
| Kärrbo 40:1                 | Stensättning                     |              | Kärrbo, Västmanland |       | 59.525482, 16.758053 | 10230100400001 | Ladda upp en bild av detta fornminne      |
| Kärrbo 41:1                 | Röse                             |              | Kärrbo, Västmanland |       | 59.542105, 16.775207 | 10230100410001 | Ladda upp en bild av detta fornminne      |
| Kärrbo 43:1                 | Gravfält                         |              | Kärrbo, Västmanland |       | 59.545372, 16.765491 | 10230100430001 | Ladda upp en bild av detta fornminne      |
| Kärrbo 44:1                 | Gravfält                         |              | Kärrbo, Västmanland |       | 59.545850, 16.756132 | 10230100440001 | Ladda upp en bild av detta fornminne      |
| Kärrbo 46:1                 | Stensättning                     |              | Kärrbo, Västmanland |       | 59.557145, 16.780676 | 10230100460001 | Ladda upp en bild av detta fornminne      |
| Kärrbo 47:1                 | Stensättning                     |              | Kärrbo, Västmanland |       | 59.552602, 16.796427 | 10230100470001 | Ladda upp en bild av detta fornminne      |
| Kärrbo 48:1                 | Stensättning                     |              | Kärrbo, Västmanland |       | 59.560083, 16.806925 | 10230100480001 | Ladda upp en bild av detta fornminne      |
| Kärrbo 49:1                 | Röse                             |              | Kärrbo, Västmanland |       | 59.520820, 16.758993 | 10230100490001 | Ladda upp en bild av detta fornminne      |
| Kärrbo 49:2                 | Stensättning                     |              | Kärrbo, Västmanland |       | 59.520696, 16.758838 | 10230100490002 | Ladda upp en bild av detta fornminne      |
| Kärrbo 50:1                 | Stensättning                     |              | Kärrbo, Västmanland |       | 59.520079, 16.763139 | 10230100500001 | Ladda upp en bild av detta fornminne      |
| Kärrbo 51:1                 | Stensättning                     |              | Kärrbo, Västmanland |       | 59.506241, 16.710647 | 10230100510001 | Ladda upp en bild av detta fornminne      |
| Kärrbo 52:1                 | Stensättning                     |              | Kärrbo, Västmanland |       | 59.502566, 16.697971 | 10230100520001 | Ladda upp en bild av detta fornminne      |
| Kärrbo 52:2                 | Stensättning                     |              | Kärrbo, Västmanland |       | 59.502711, 16.698530 | 10230100520002 | Ladda upp en bild av detta fornminne      |
| Kärrbo 53:1                 | Röse                             |              | Kärrbo, Västmanland |       | 59.495615, 16.691044 | 10230100530001 | Ladda upp en bild av detta fornminne      |
| Kärrbo 54:1                 | Hällristning                     |              | Kärrbo, Västmanland |       | 59.569957, 16.765774 | 10230100540001 | Ladda upp en bild av detta fornminne      |
| Kärrbo 55:1                 | Gravfält                         |              | Kärrbo, Västmanland |       | 59.561917, 16.721855 | 10230100550001 | Ladda upp en bild av detta fornminne      |
| Ekevi borg (Kärrbo 56:1)    | Fornborg                         |              | Kärrbo, Västmanland |       | 59.562178, 16.719150 | 10230100560001 | Ladda upp en bild av detta fornminne      |
| Kärrbo 57:1                 | Röse                             |              | Kärrbo, Västmanland |       | 59.528940, 16.788812 | 10230100570001 | Ladda upp en bild av detta fornminne      |
| Kärrbo 57:2                 | Stensättning                     |              | Kärrbo, Västmanland |       | 59.528831, 16.788932 | 10230100570002 | Ladda upp en bild av detta fornminne      |
| Kärrbo 59:1                 | Hällristning                     |              | Kärrbo, Västmanland |       | 59.588298, 16.766745 | 10230100590001 | Ladda upp en bild av detta fornminne      |
| Kärrbo 60:1                 | Gravfält                         |              | Kärrbo, Västmanland |       | 59.553786, 16.766341 | 10230100600001 | Ladda upp en bild av detta fornminne      |
| Kärrbo 61:1                 | Stensättning                     |              | Kärrbo, Västmanland |       | 59.556824, 16.750435 | 10230100610001 | Ladda upp en bild av detta fornminne      |
| Kärrbo 62:1                 | Gravfält                         |              | Kärrbo, Västmanland |       | 59.558560, 16.747571 | 10230100620001 | Ladda upp en bild av detta fornminne      |
| Kärrbo 63:1                 | Hög                              |              | Kärrbo, Västmanland |       | 59.557351, 16.747131 | 10230100630001 | Ladda upp en bild av detta fornminne      |
| Kärrbo 64:1                 | Stensättning                     |              | Kärrbo, Västmanland |       | 59.557341, 16.745578 | 10230100640001 | Ladda upp en bild av detta fornminne      |
| Kärrbo 66:1                 | Hög                              |              | Kärrbo, Västmanland |       | 59.555272, 16.741197 | 10230100660001 | Ladda upp en bild av detta fornminne      |
| Kärrbo 68:1                 | Stensättning                     |              | Kärrbo, Västmanland |       | 59.549313, 16.752860 | 10230100680001 | Ladda upp en bild av detta fornminne      |
| Kärrbo 68:2                 | Stensättning                     |              | Kärrbo, Västmanland |       | 59.549286, 16.753082 | 10230100680002 | Ladda upp en bild av detta fornminne      |
| Kärrbo 68:3                 | Stensättning                     |              | Kärrbo, Västmanland |       | 59.549314, 16.752626 | 10230100680003 | Ladda upp en bild av detta fornminne      |
| Kärrbo 71:1                 | Stensättning                     |              | Kärrbo, Västmanland |       | 59.548574, 16.763063 | 10230100710001 | Ladda upp en bild av detta fornminne      |
| Kärrbo 72:1                 | Stensättning                     |              | Kärrbo, Västmanland |       | 59.545398, 16.752039 | 10230100720001 | Ladda upp en bild av detta fornminne      |
| Kärrbo 74:1                 | Gravfält                         |              | Kärrbo, Västmanland |       | 59.552035, 16.775009 | 10230100740001 | Ladda upp en bild av detta fornminne      |
| Kärrbo 75:1                 | Gravfält                         |              | Kärrbo, Västmanland |       | 59.544620, 16.767905 | 10230100750001 | Ladda upp en bild av detta fornminne      |
| Kärrbo 76:2                 | Hällristning                     |              | Kärrbo, Västmanland |       | 59.579619, 16.768710 | 10230100760002 | Ladda upp en bild av detta fornminne      |
| Kärrbo 79:2                 | Stensättning                     |              | Kärrbo, Västmanland |       | 59.584176, 16.769070 | 10230100790002 | Ladda upp en bild av detta fornminne      |
| Kärrbo 79:3                 | Stensättning                     |              | Kärrbo, Västmanland |       | 59.584184, 16.769268 | 10230100790003 | Ladda upp en bild av detta fornminne      |
| Kärrbo 79:4                 | Stensättning                     |              | Kärrbo, Västmanland |       | 59.584192, 16.769456 | 10230100790004 | Ladda upp en bild av detta fornminne      |
| Kärrbo 81:2                 | Stensättning                     |              | Kärrbo, Västmanland |       | 59.585646, 16.768012 | 10230100810002 | Ladda upp en bild av detta fornminne      |
| Kärrbo 82:1                 | Gravfält                         |              | Kärrbo, Västmanland |       | 59.586062, 16.768418 | 10230100820001 | Ladda upp en bild av detta fornminne      |
| Kärrbo 83:1                 | Röse                             |              | Kärrbo, Västmanland |       | 59.586960, 16.766325 | 10230100830001 | Ladda upp en bild av detta fornminne      |
| Kärrbo 84:2                 | Hällristning                     |              | Kärrbo, Västmanland |       | 59.586295, 16.765362 | 10230100840002 | Ladda upp en bild av detta fornminne      |
| Kärrbo 85:2                 | Hällristning                     |              | Kärrbo, Västmanland |       | 59.588671, 16.763008 | 10230100850002 | Ladda upp en bild av detta fornminne      |
| Kärrbo 85:3                 | Hällristning                     |              | Kärrbo, Västmanland |       | 59.588734, 16.764065 | 10230100850003 | Ladda upp en bild av detta fornminne      |
| Kärrbo 86:1                 | Hällristning                     |              | Kärrbo, Västmanland |       | 59.588567, 16.760828 | 10230100860001 | Ladda upp en bild av detta fornminne      |
| Kärrbo 87:1                 | Hällristning                     |              | Kärrbo, Västmanland |       | 59.585909, 16.761299 | 10230100870001 | Ladda upp en bild av detta fornminne      |
| Kärrbo 89:1                 | Stensättning                     |              | Kärrbo, Västmanland |       | 59.583752, 16.766150 | 10230100890001 | Ladda upp en bild av detta fornminne      |
| Kärrbo 89:3                 | Hällristning                     |              | Kärrbo, Västmanland |       | 59.583890, 16.765370 | 10230100890003 | Ladda upp en bild av detta fornminne      |
| Kärrbo 90:2                 | Stensättning                     |              | Kärrbo, Västmanland |       | 59.585502, 16.769830 | 10230100900002 | Ladda upp en bild av detta fornminne      |
| Kärrbo 91:1                 | Stensättning                     |              | Kärrbo, Västmanland |       | 59.583624, 16.763811 | 10230100910001 | Ladda upp en bild av detta fornminne      |
| Kärrbo 92:1                 | Röse                             |              | Kärrbo, Västmanland |       | 59.581455, 16.765515 | 10230100920001 | Ladda upp en bild av detta fornminne      |
| Kärrbo 92:2                 | Stensättning                     |              | Kärrbo, Västmanland |       | 59.581597, 16.765374 | 10230100920002 | Ladda upp en bild av detta fornminne      |
| Kärrbo 95:1                 | Stensättning                     |              | Kärrbo, Västmanland |       | 59.581204, 16.774027 | 10230100950001 | Ladda upp en bild av detta fornminne      |
| Kärrbo 96:1                 | Stensättning                     |              | Kärrbo, Västmanland |       | 59.578972, 16.772367 | 10230100960001 | Ladda upp en bild av detta fornminne      |
| Kärrbo 97:1                 | Stensättning                     |              | Kärrbo, Västmanland |       | 59.526170, 16.701597 | 10230100970001 | Ladda upp en bild av detta fornminne      |
| Kärrbo 99:1                 | Röse                             |              | Kärrbo, Västmanland |       | 59.525903, 16.714054 | 10230100990001 | Ladda upp en bild av detta fornminne      |
| Kärrbo 99:2                 | Grav markerad av sten/block      |              | Kärrbo, Västmanland |       | 59.525903, 16.714054 | 10230100990002 | Ladda upp en bild av detta fornminne      |
| Kärrbo 100:1                | Stensättning                     |              | Kärrbo, Västmanland |       | 59.524027, 16.761103 | 10230101000001 | Ladda upp en bild av detta fornminne      |
| Kärrbo 100:2                | Stensättning                     |              | Kärrbo, Västmanland |       | 59.524095, 16.761001 | 10230101000002 | Ladda upp en bild av detta fornminne      |
| Kärrbo 100:3                | Stensättning                     |              | Kärrbo, Västmanland |       | 59.524237, 16.760980 | 10230101000003 | Ladda upp en bild av detta fornminne      |
| Kärrbo 101:1                | Röse                             |              | Kärrbo, Västmanland |       | 59.520371, 16.771644 | 10230101010001 | Ladda upp en bild av detta fornminne      |
| Kärrbo 102:1                | Röse                             |              | Kärrbo, Västmanland |       | 59.530683, 16.716285 | 10230101020001 | Ladda upp en bild av detta fornminne      |
| Kärrbo 102:2                | Stensättning                     |              | Kärrbo, Västmanland |       | 59.530847, 16.715992 | 10230101020002 | Ladda upp en bild av detta fornminne      |
| Kärrbo 103:1                | Röse                             |              | Kärrbo, Västmanland |       | 59.519927, 16.760941 | 10230101030001 | Ladda upp en bild av detta fornminne      |
| Kärrbo 105:1                | Gravfält                         |              | Kärrbo, Västmanland |       | 59.526430, 16.762618 | 10230101050001 | Ladda upp en bild av detta fornminne      |
| Kärrbo 119:1                | Stensättning                     |              | Kärrbo, Västmanland |       | 59.554800, 16.735380 | 10230101190001 | Ladda upp en bild av detta fornminne      |
| Kärrbo 122:1                | Stensättning                     |              | Kärrbo, Västmanland |       | 59.532654, 16.715261 | 10230101220001 | Ladda upp en bild av detta fornminne      |
| Kärrbo 124:1                | Hällristning                     |              | Kärrbo, Västmanland |       | 59.556733, 16.766820 | 10230101240001 | Ladda upp en bild av detta fornminne      |
| Kärrbo 129:1                | Stensättning                     |              | Kärrbo, Västmanland |       | 59.557353, 16.723620 | 10230101290001 | Ladda upp en bild av detta fornminne      |
| Kärrbo 131:1                | Stensättning                     |              | Kärrbo, Västmanland |       | 59.558378, 16.728132 | 10230101310001 | Ladda upp en bild av detta fornminne      |
| Kärrbo 134:2                | Stensättning                     |              | Kärrbo, Västmanland |       | 59.546380, 16.728297 | 10230101340002 | Ladda upp en bild av detta fornminne      |
| Kärrbo 134:3                | Stensättning                     |              | Kärrbo, Västmanland |       | 59.546318, 16.728529 | 10230101340003 | Ladda upp en bild av detta fornminne      |
| Kärrbo 147:1                | Stensättning                     |              | Kärrbo, Västmanland |       | 59.558203, 16.723985 | 10230101470001 | Ladda upp en bild av detta fornminne      |
| Kärrbo 152:1                | Stensättning                     |              | Kärrbo, Västmanland |       | 59.567180, 16.760982 | 10230101520001 | Ladda upp en bild av detta fornminne      |
| Kärrbo 153:1                | Stensättning                     |              | Kärrbo, Västmanland |       | 59.565896, 16.763569 | 10230101530001 | Ladda upp en bild av detta fornminne      |
| Kärrbo 154:1                | Fornborg                         |              | Kärrbo, Västmanland |       | 59.565382, 16.774307 | 10230101540001 | Ladda upp en bild av detta fornminne      |
| Kärrbo 154:3                | Stensättning                     |              | Kärrbo, Västmanland |       | 59.565401, 16.774464 | 10230101540003 | Ladda upp en bild av detta fornminne      |
| Kärrbo 154:4                | Stensättning                     |              | Kärrbo, Västmanland |       | 59.565318, 16.774409 | 10230101540004 | Ladda upp en bild av detta fornminne      |
| Kärrbo 154:6                | Hög                              |              | Kärrbo, Västmanland |       | 59.565418, 16.774889 | 10230101540006 | Ladda upp en bild av detta fornminne      |
| Kärrbo 154:7                | Hög                              |              | Kärrbo, Västmanland |       | 59.565594, 16.774587 | 10230101540007 | Ladda upp en bild av detta fornminne      |
| Kärrbo 154:8                | Stensättning                     |              | Kärrbo, Västmanland |       | 59.565610, 16.774357 | 10230101540008 | Ladda upp en bild av detta fornminne      |
| Kärrbo 154:9                | Stensättning                     |              | Kärrbo, Västmanland |       | 59.565675, 16.774119 | 10230101540009 | Ladda upp en bild av detta fornminne      |
| Kärrbo 154:11               | Hög                              |              | Kärrbo, Västmanland |       | 59.565331, 16.773404 | 10230101540011 | Ladda upp en bild av detta fornminne      |
| Kärrbo 155:1                | Stensättning                     |              | Kärrbo, Västmanland |       | 59.565744, 16.764847 | 10230101550001 | Ladda upp en bild av detta fornminne      |
| Kärrbo 157:2                | Hällristning                     |              | Kärrbo, Västmanland |       | 59.570998, 16.764245 | 10230101570002 | Ladda upp en bild av detta fornminne      |
| Kärrbo 159:1                | Stensättning                     |              | Kärrbo, Västmanland |       | 59.556921, 16.789616 | 10230101590001 | Ladda upp en bild av detta fornminne      |
| Kärrbo 159:2                | Stensättning                     |              | Kärrbo, Västmanland |       | 59.556733, 16.789610 | 10230101590002 | Ladda upp en bild av detta fornminne      |
| Kärrbo 159:3                | Stensättning                     |              | Kärrbo, Västmanland |       | 59.556820, 16.789949 | 10230101590003 | Ladda upp en bild av detta fornminne      |
| Kärrbo 163:1                | Stensättning                     |              | Kärrbo, Västmanland |       | 59.527667, 16.761283 | 10230101630001 | Ladda upp en bild av detta fornminne      |
| Kärrbo 163:2                | Stensättning                     |              | Kärrbo, Västmanland |       | 59.527763, 16.761437 | 10230101630002 | Ladda upp en bild av detta fornminne      |
| Kärrbo 165:1                | Röse                             |              | Kärrbo, Västmanland |       | 59.522127, 16.770216 | 10230101650001 | Ladda upp en bild av detta fornminne      |
| Kärrbo 166:1                | Röse                             |              | Kärrbo, Västmanland |       | 59.517747, 16.771805 | 10230101660001 | Ladda upp en bild av detta fornminne      |
| Kärrbo 166:2                | Röse                             |              | Kärrbo, Västmanland |       | 59.517088, 16.772497 | 10230101660002 | Ladda upp en bild av detta fornminne      |
| Kärrbo 167:1                | Stensättning                     |              | Kärrbo, Västmanland |       | 59.571354, 16.767300 | 10230101670001 | Ladda upp en bild av detta fornminne      |
| Kärrbo 168:1                | Hög                              |              | Kärrbo, Västmanland |       | 59.562775, 16.775334 | 10230101680001 | Ladda upp en bild av detta fornminne      |
| Kärrbo 168:3                | Hög                              |              | Kärrbo, Västmanland |       | 59.563486, 16.775401 | 10230101680003 | Ladda upp en bild av detta fornminne      |
| Kärrbo 171:1                | Hällristning                     |              | Kärrbo, Västmanland |       | 59.567969, 16.782718 | 10230101710001 | Ladda upp en bild av detta fornminne      |
| Kärrbo 172:1                | Stensättning                     |              | Kärrbo, Västmanland |       | 59.567450, 16.786211 | 10230101720001 | Ladda upp en bild av detta fornminne      |
| Kärrbo 173:1                | Hällristning                     |              | Kärrbo, Västmanland |       | 59.566695, 16.788197 | 10230101730001 | Ladda upp en bild av detta fornminne      |
| Kärrbo 174:1                | Hällristning                     |              | Kärrbo, Västmanland |       | 59.570080, 16.785236 | 10230101740001 | Ladda upp en bild av detta fornminne      |
| Kärrbo 177:1                | Grav- och boplatsområde          |              | Kärrbo, Västmanland |       | 59.569930, 16.793943 | 10230101770001 | Ladda upp en bild av detta fornminne      |
| Kärrbo 180:2                | Husgrund, förhistorisk/medeltida |              | Kärrbo, Västmanland |       | 59.570692, 16.793893 | 10230101800002 | Ladda upp en bild av detta fornminne      |
| Kärrbo 183:1                | Stensättning                     |              | Kärrbo, Västmanland |       | 59.563918, 16.791289 | 10230101830001 | Ladda upp en bild av detta fornminne      |
| Kärrbo 184:1                | Stensättning                     |              | Kärrbo, Västmanland |       | 59.565530, 16.784241 | 10230101840001 | Ladda upp en bild av detta fornminne      |
| Kärrbo 187:1                | Stensättning                     |              | Kärrbo, Västmanland |       | 59.562205, 16.716793 | 10230101870001 | Ladda upp en bild av detta fornminne      |
| Kärrbo 200:1                | Stensättning                     |              | Kärrbo, Västmanland |       | 59.551224, 16.761986 | 10230102000001 | Ladda upp en bild av detta fornminne      |
| Kärrbo 208:1                | Stensättning                     |              | Kärrbo, Västmanland |       | 59.528746, 16.741019 | 10230102080001 | Ladda upp en bild av detta fornminne      |
| Kärrbo 214:1                | Stensättning                     |              | Kärrbo, Västmanland |       | 59.550584, 16.732970 | 10230102140001 | Ladda upp en bild av detta fornminne      |
| Kärrbo 289:1                | Stensättning                     |              | Kärrbo, Västmanland |       | 59.534160, 16.738853 | 10230102890001 | Ladda upp en bild av detta fornminne      |